# Linus Neli
Linus Neli (Imphal, 26 aprile 1957) è un arcivescovo cattolico indiano, dal 7 ottobre 2023 arcivescovo metropolita di Imphal.

## Biografia

### Formazione e ministero sacerdotale
Dopo aver compiuto gli studi filosofici e teologici rispettivamente al Christ the King College di Shillong e al seminario papale di Pune, ha conseguito il dottorato in diritto canonico presso la Pontificia Università Urbaniana di Roma e il 20 dicembre 1984 è stato ordinato sacerdote.
Successivamente ha ricoperto diversi incarichi, tra i quali quello di segretario dell'arcivescovo di Imphal dal 1986 al 1988, mentre dal 1994 al 1998 è stato cancelliere e vicario giudiziario dell'arcidiocesi. Nel 1998 è stato nominato preside dell'istituto Sacro Cuore di Hundung fino al 2004, anno in cui è stato nominato direttore associato del St. John's Medical College Hospital di Bangalore. Successivamente dal 2007 al 2010 ha ricoperto il ruolo di vicario generale dell'arcidiocesi di Imphal.
Dal 2013 al 2014 è stato direttore nazionale di Caritas India, per poi essere nominato rettore dell'Oriens Theological College di Shillong fino al 2017.
Dal 2019 al 2023 ha ricoperto l'incarico di direttore del centro arcidiocesano di ritiri e vicario giudiziario della corte metropolitana di Imphal.

### Ministero episcopale
Il 7 ottobre 2023 papa Francesco lo ha nominato arcivescovo metropolita di Imphal, succedendo a Dominic Lumon, dimessosi per raggiunti limiti d'età. Ha ricevuto l'ordinazione episcopale l'8 dicembre successivo dal predecessore. Durante la stessa celebrazione ha preso possesso dell'arcidiocesi.

## Genealogia episcopale
La genealogia episcopale è:
- Cardinale Scipione Rebiba
- Cardinale Giulio Antonio Santori
- Cardinale Girolamo Bernerio, O.P.
- Arcivescovo Galeazzo Sanvitale
- Cardinale Ludovico Ludovisi
- Cardinale Luigi Caetani
- Cardinale Ulderico Carpegna
- Cardinale Paluzzo Paluzzi Altieri degli Albertoni
- Papa Benedetto XIII
- Papa Benedetto XIV
- Papa Clemente XIII
- Cardinale Marcantonio Colonna
- Cardinale Giacinto Sigismondo Gerdil, B.
- Cardinale Giulio Maria della Somaglia
- Cardinale Carlo Odescalchi, S.I.
- Cardinale Costantino Patrizi Naro
- Cardinale Lucido Maria Parocchi
- Papa Pio X
- Papa Benedetto XV
- Cardinale Willem Marinus van Rossum, C.SS.R.
- Arcivescovo Pietro Pisani
- Arcivescovo Ferdinand Périer, S.I.
- Arcivescovo Stefano Ferrando, S.D.B.
- Arcivescovo Joseph Mittathany
- Arcivescovo Dominic Lumon
- Arcivescovo Linus Neli